# پیر پووی دو شاوان
پیر پووی دو شاوان (فرانسوی: Pierre Puvis de Chavannes‎; ۱۴ دسامبر ۱۸۲۴ – ۲۴ اکتبر ۱۸۹۸) نقاش اهل فرانسه بود که بیشتر به خاطر نقاشی‌های دیواری‌اش شهرت دارد. او از نقاشان مهم جمهوری سوم فرانسه و مشهور به «نقاش فرانسه» بود.
امیل زولا آثارش را «هنر برآمده از خرد، شور و اراده» می‌خواند. از نقاشی‌های مهمش ماهیگیر فقیر، مرگ و دوشیزه، و رؤیا را می‌توان نام برد.

## نگارخانه

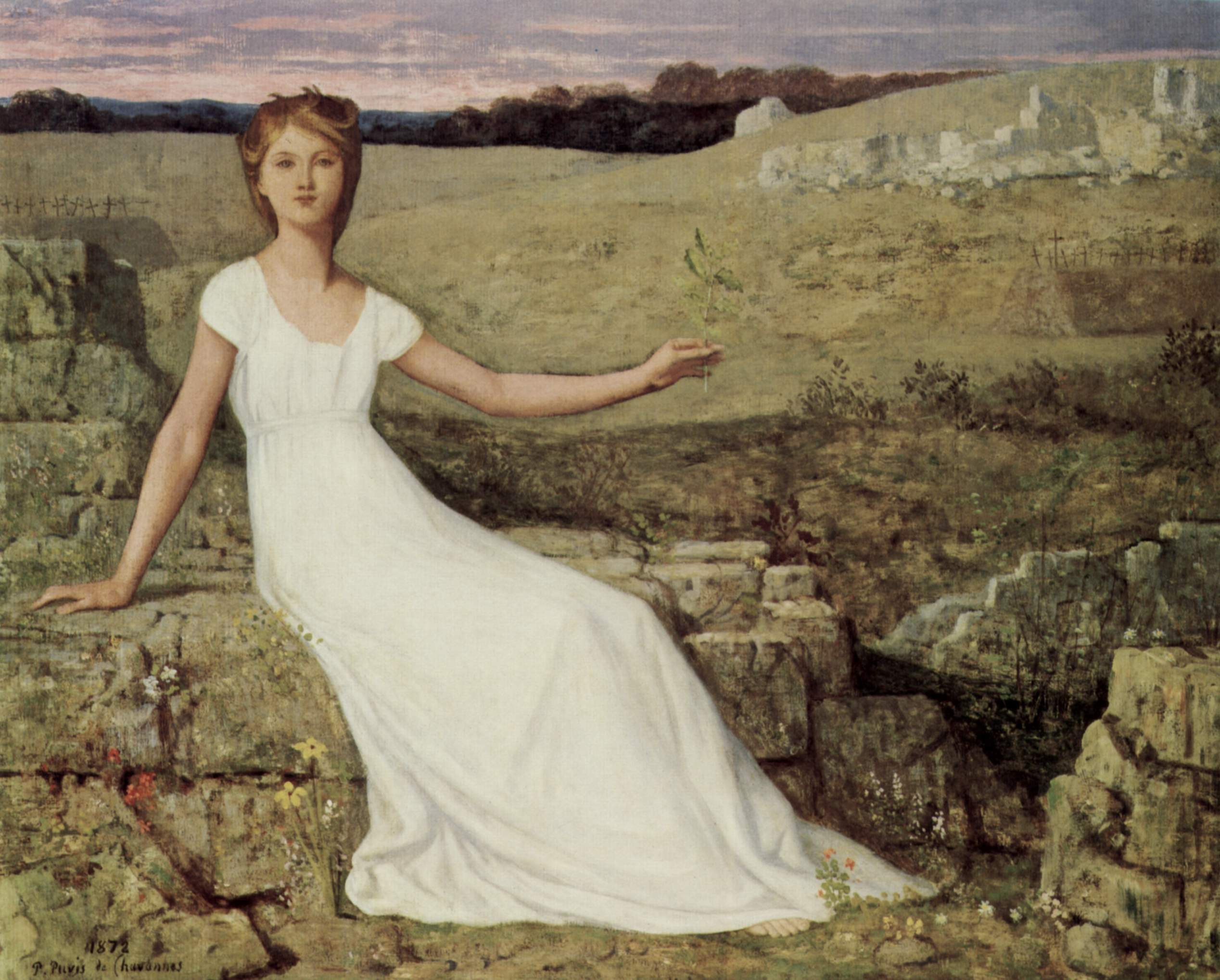
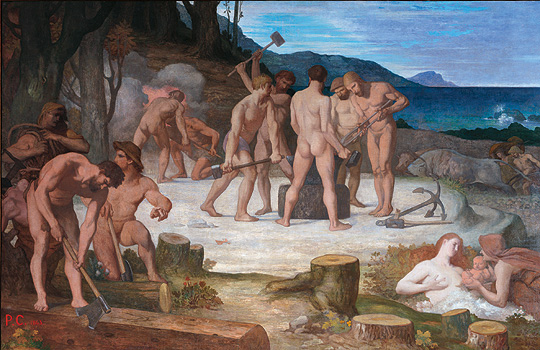
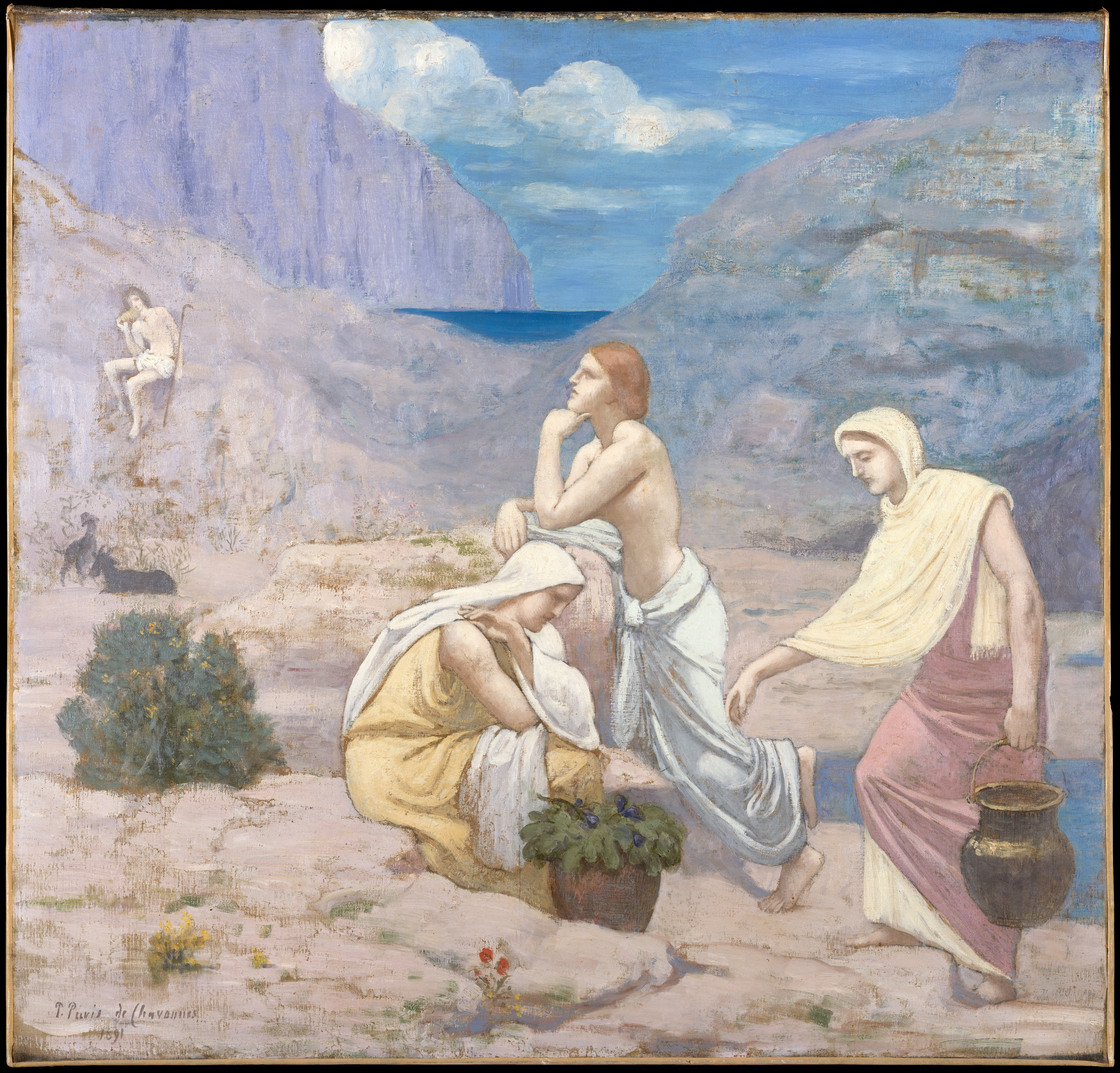
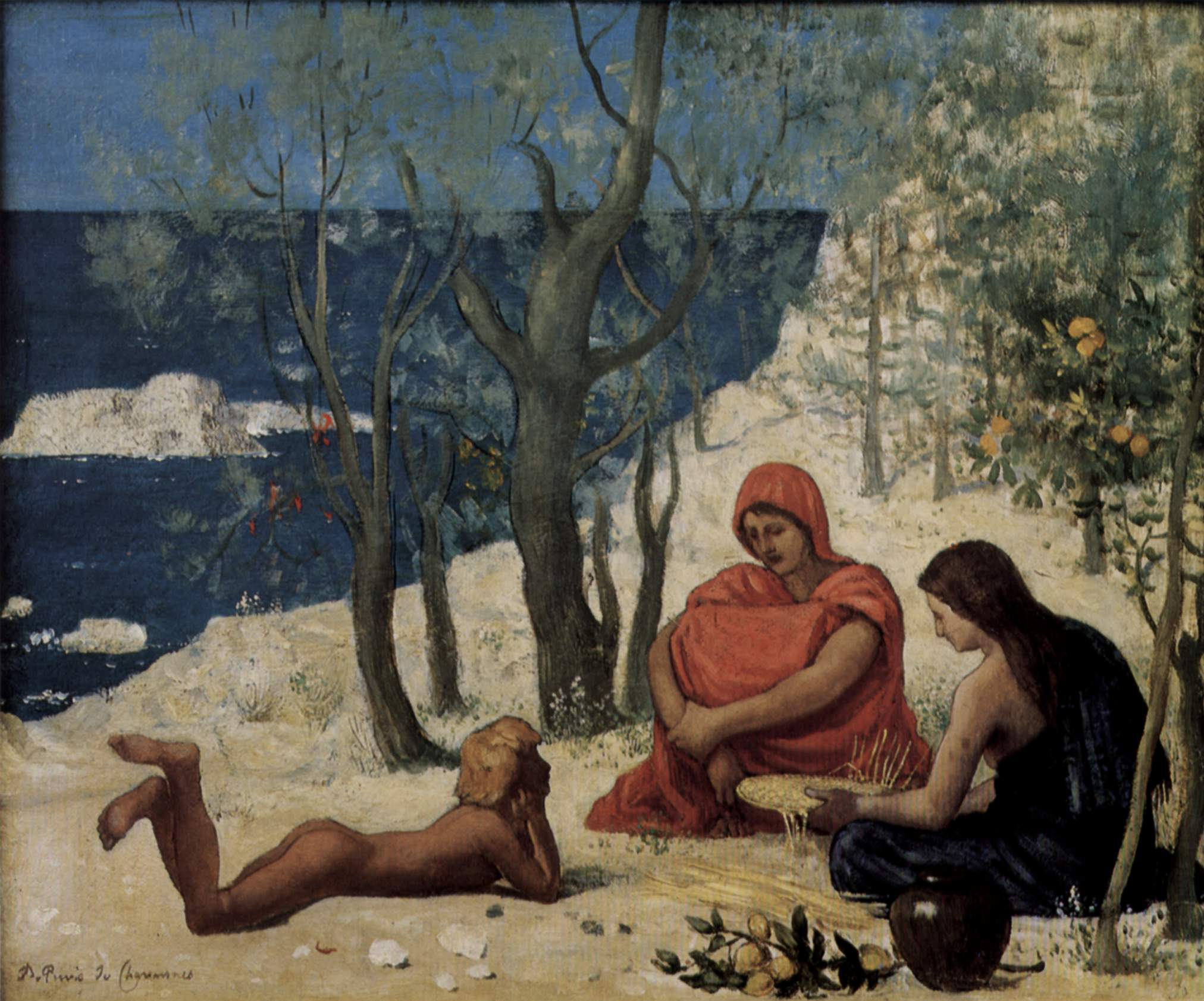
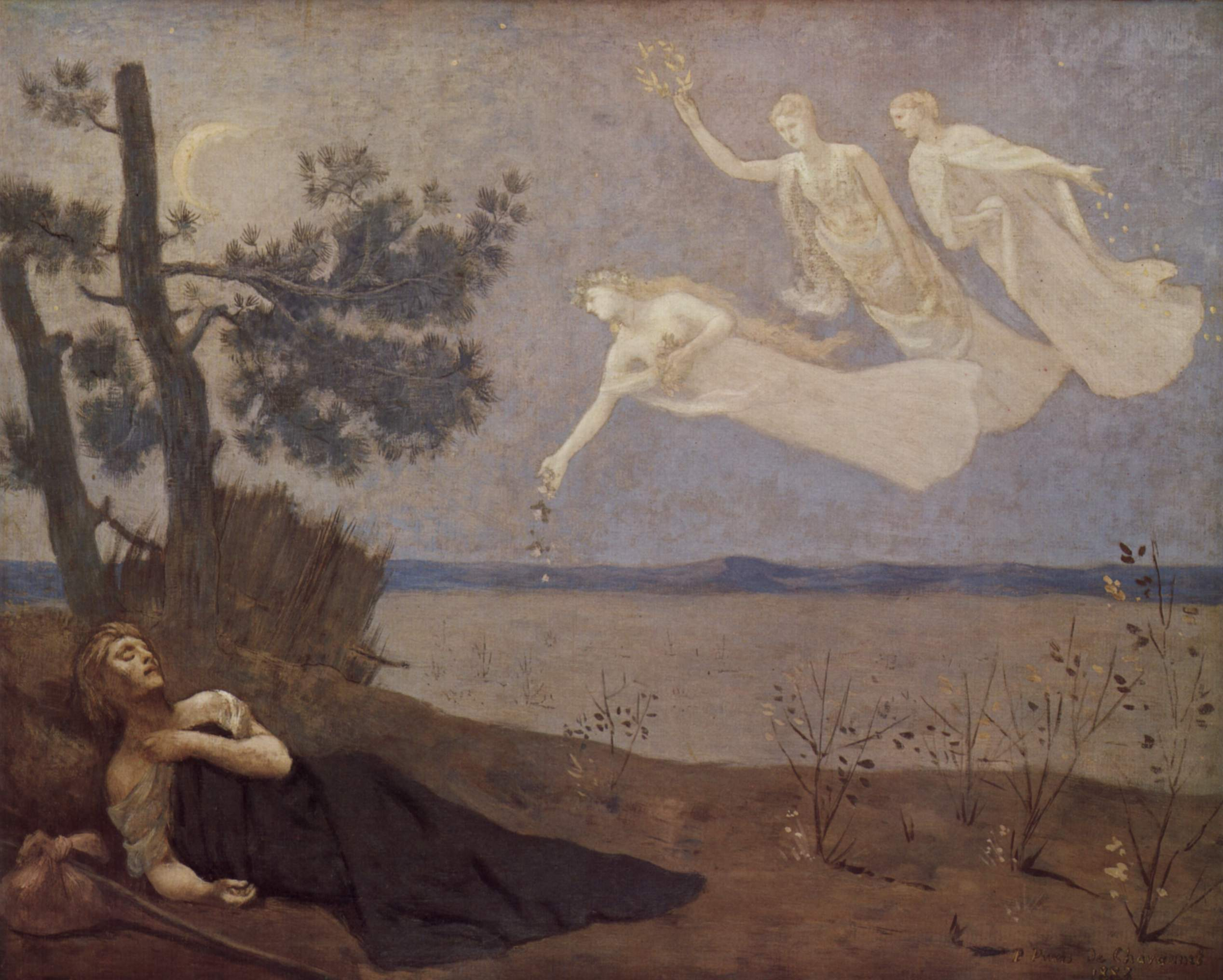
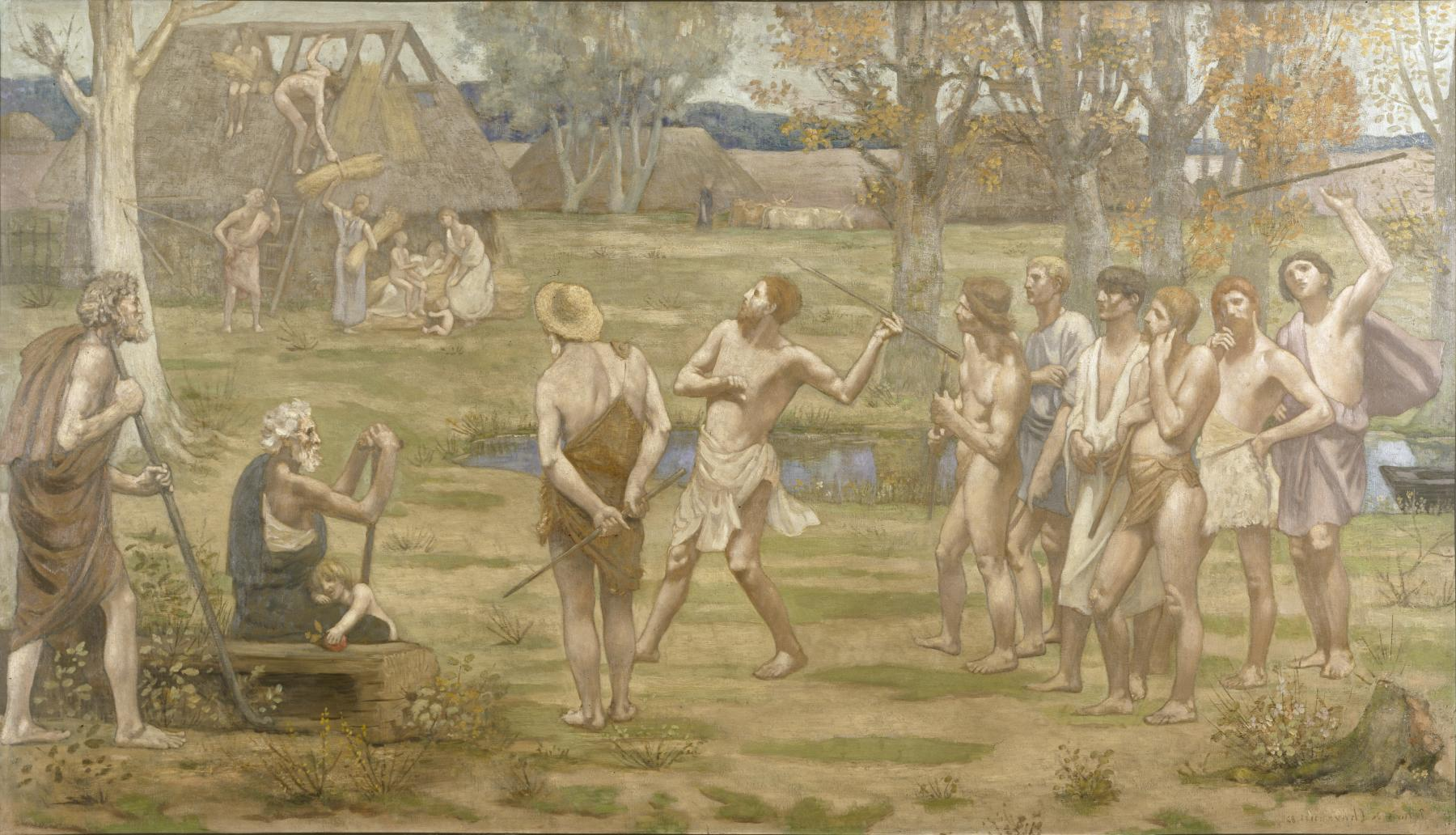
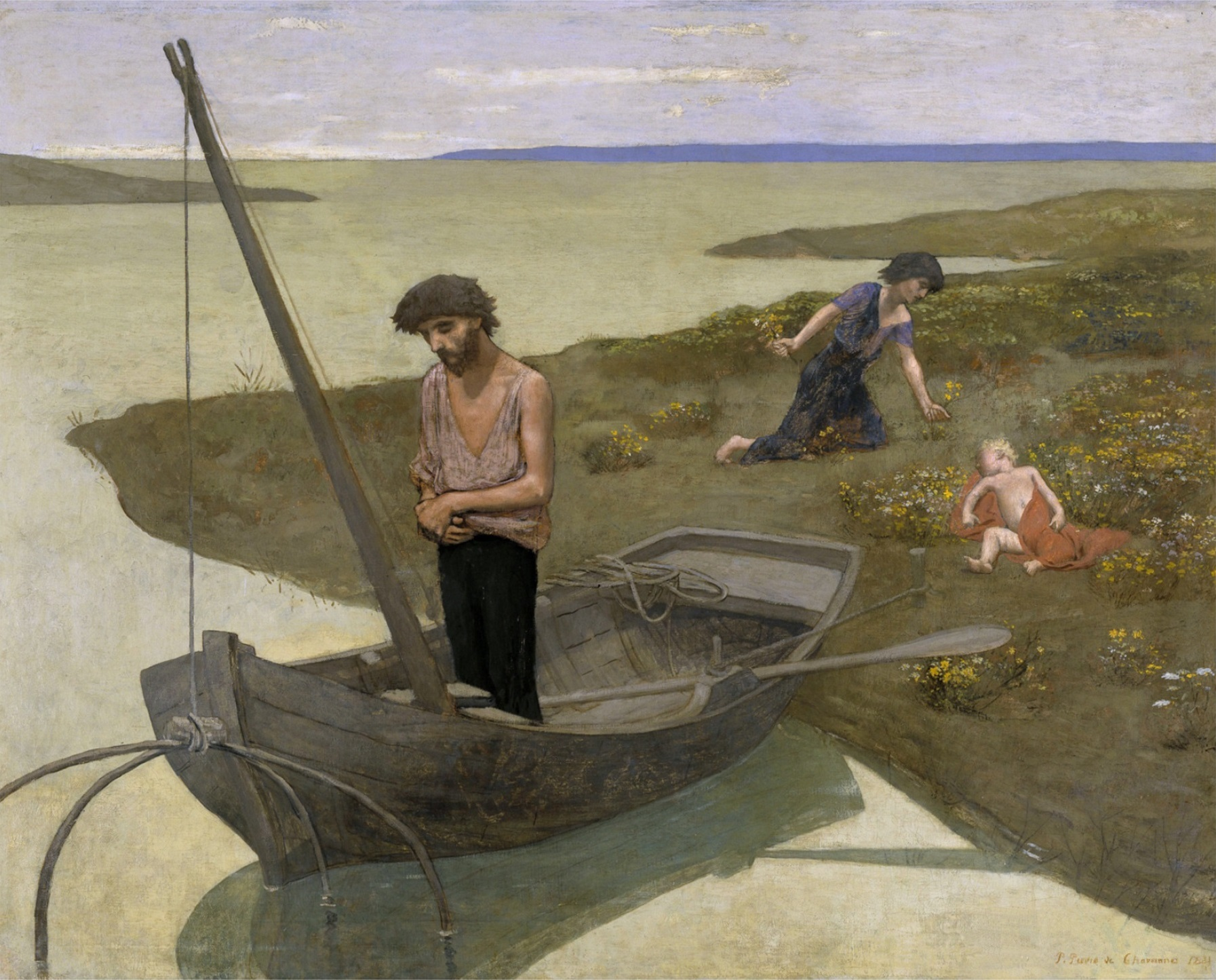